# Anywhere Is
Az Anywhere Is Enya ír dalszerző és énekesnő első kislemeze The Memory of Trees című stúdióalbumáról. A dal elérte a 10. helyet a brit kislemezlistán.

## Változatok
A kislemez különböző kiadásai.
CD kislemez (Németország)
7" kislemez (Egyesült Királyság)
Kazetta (Egyesült Királyság, Ausztrália)
1. Anywhere Is (edit)
2. Boadicea

CD maxi kislemez (Ausztrália, Egyesült Királyság, Németország, Korea)
1. Anywhere Is (edit)
2. Boadicea
3. Oriel Window

CD maxi kislemez (Egyesült Királyság, Japán)
1. Anywhere Is (edit)
2. Book of Days (angol/kelta változat)
3. Caribbean Blue (edit)
4. Orinoco Flow (edit)

## Helyezések
| Slágerlista (1995)              | Legmagasabb helyezés |
| ------------------------------- | -------------------- |
| Ausztrál ARIA kislemezlista     | 34                   |
| Belga (flandriai) kislemezlista | 50                   |
| Brit kislemezlista              | 8                    |
| Holland kislemezlista           | 19                   |
| Ír kislemezlista                | 8                    |
| Német kislemezlista             | 44                   |
| Osztrák kislemezlista           | 8                    |
| Svéd kislemezlista              | 33                   |